# Dovlatov (película)
Dovlatov (en ruso: Довлатов) es una película biográfica rusa de 2018 acerca de la vida del escritor Serguéi Dovlátov, dirigida por Aleksei German y protagonizada por Milan Marić y Danila Kozlovski. Tuvo su premier en el Festival Internacional de Cine de Berlín 2018, el 17 de febrero, donde ganó el Oso de Plata por Contribución Artística.

## Sinopsis
Seis días del brillante e irónico escritor que vio más allá de los rígidos límites de la Unión Soviética de los 70. Sergei Dovlatov luchó para conservar su propio talento y su decencia con el poeta y escritor Joseph Brodsky, mientras veía cómo sus amigos artistas sufrían ante la maquinaria del estado.

## Reparto
- Milan Marić como Serguéi Dovlátov.
- Danila Kozlovski como David.
- Helena Sujecka como Elena Dovlatova.
- Eva Herr como Katya Dovlatova.
- Artur Beschastny como Joseph Brodsky.
- Anton Shagin como Anton Kuznetsov.
- Svetlana Jódchenkova como Actriz, la novia de Dovlatov.
- Elena Lyadova como Editora joven.
- Igor Mityushkin como Sholom Schwartz.
- Pyotr Gonsovsky como Semyon Alexandrovich.
- Tamara Oganesyan como Nora Dovlatova.
- Denis Shlenkov como Gerente.

## Estreno
La película tuvo su premier en el Festival Internacional de Cine de Berlín 2018, el 17 de febrero. Se estrenó de forma limitada en Rusia el 2 de marzo de 2018.